# بهرام الیاسی
بهرام الیاسی (زادهٔ ۱۳۳۵) هنرمند قلم‌زنی اهل ایران است. او نگارگری و مینیاتور را روی سطح فلز کار کرده‌است.

## زندگی‌نامه
بهرام الیاسی در ۱۳۳۵ ه‍.ش در شهرکرد به دنیا آمده‌است و از ۱۵ سالگی نزد اساتیدی مانند شاه میرزا و رضا گوهری مهر شروع به کار در رشته قلمزنی نموده و حاصل آن تا ۱۳۹۸ ه‍.ش هفت اثر ماندگار بزرگ بوده‌است.

## سبک
الیاسی مینیاتور را به وسیله قلم‌های فلزی روی مس انجام می‌دهد که در نوع خود کم‌نظیر است. برخی از طرح‌های مینیاتور آثار الیاسی توسط خود او و برخی دیگر با همکاری عباس رستمیان ایجاد شده‌است. الیاسی در آثار خود بیش از هر چیز بر چهره‌ها و اندام‌ها در قالب واقعیت‌های تاریخی و رویدادهای گوناگون ایرانی-اسلامی تأکید می‌کند.

## برخی آثار مهم
سه اثر از هفت اثر برجسته‌ای که الیاسی ساخته‌است در موزه‌های ایرانی کاخ سعدآباد، هنرهای معاصر تهران، گنجینه هنرهای اصفهان، موزه مشهد نگهداری و دو کار دیگر هم به نام «چوگان» در موزه ایالت «یوتا» در کشور آمریکا قرار دارد. یک اثر نیز با هشت متر طول در مشهد بر روی دیوار نصب شده‌است که داستان زندگی علی بن موسی الرضا می‌باشد.

## تابلوی مشاهیر
الیاسی با هدف زنده کردن نام چهره‌های فرهیخته‌ای چون شعرا و دانشمندان نامی ایران در بستر هنر خود، از سال ۱۳۷۱ شروع به خلق چند اثر متفاوت با نام «مشاهیر» نمود. نخستین اثر او دو سال بعد به پایان رسید و مراحل ساخت دومین تابلوی مشاهیر وی که شامل بیش از ۴۰ چهره متفاوت است و بیشتر به رسم شعرخوانی و تفأل در میان ایرانیان اشاره دارد در ابعاد ۱ متر طول و ۷۰ سانتی‌متر عرض در سال ۱۳۸۵ به پایان رسید. این اثر پنج سال بعد یعنی در سال ۲۰۱۱ در حراج سالیانه آرت فر در وین به عنوان بهترین اثر شرقی سال شناخته شد. همچنین نخستین تابلوی مشاهیر او برای اولین بار در بیست و ششمین نمایشگاه صنایع دستی رونمایی شد و او اعلام نمود که برای این اثر دو سال و روزی هشت ساعت کار کرده‌است این اثر که ۲ متر و ۴۰ سانتیمتر طول و ۱ مترو ۴۰ سانتیمتر عرض دارد از جنس مس و با روکش قلع است که شامل چهره‌های ابوعلی سینا، مولانا، سعدی، خیام و فردوسی است. این تابلو به گفته الیاسی پنج قسمت دارد از سمت راست که به تابلو بنگرید با تصویر یک شکارگاه شروع شده و بعد از نمایش بازی چوگان و زندگی به صورت الیاتی با تصویر کوزه‌گری به پایان می‌رسد که تشبیهی به پایان زندگی و تبدیل بشر به گل برای گوزه گری می‌باشد. در میانه تابلو تصویری از درویش‌ها و دورا دور آن اشعار شاعران حکاکی شده‌است.